# Escombrar l'escala
Escombrar l'escala (en alemany, Treppe fegen) és un costum del nord-oest d'Alemanya, que consisteix a fer escombrar una escala pública el dia del 30è aniversari d'un home fadrí. Aquesta escala sol ser la de l'ajuntament del poble, que ha de netejar amb l'ajuda més o menys solidària dels seus amics.
Els amics i familiars escampen sorra o serradures a les escales o a la plaça de l'ajuntament i ofereixen al celebrant una "escombra" poc pràctica, com ara un raspall de dents o una escombreta, amb què ha de netejar l'escala. Segons la tradició, ha de netejar-la fins que trobi una dona verge que l'alliberi de la tasca mitjançant un petó. Durant les darreres dècades, aquest costum s'ha anat relaxant, i n'hi ha prou que la dona sigui fadrina i casadora (en edat de casar-se). A la Baixa Saxònia encara es demana que la dona sigui verge, però no cal que estigui en edat de casar-se.
En cas que el celebrant no estigui disponible el dia de l'aniversari (a causa d'un viatge, etc.), se cerca una altra data, però l'home, com a penalització, ha de portar rodolant un barril de cervesa de l'ajuntament fins a casa seva, on després serà buidat entre tots.
A Alemanya hi ha d'altres costums relacionats amb els aniversaris, com ara penjar una corona de capsetes de cartó a la porta d'una dona soltera pel seu 25è aniversari, la qual, aleshores, és una alte Schachtel (literalment "capsa vella", en alemany és una manera despectiva de dir a algú "vell"); o penjar una corona de mitjons a la porta d'un home solter també pel seu 25è aniversari. En algunes regions, el dia que una dona soltera fa 30 anys ha de netejar poms de porta, que han estat prèviament untats amb substàncies diverses pels seus amics.